# 7250 Kinoshita
7250 Kinoshita este un asteroid din centura principală de asteroizi.

## Descriere
7250 Kinoshita este un asteroid din centura principală de asteroizi. A fost descoperit pe 23 septembrie 1992 la Kitami de Kin Endate și Kazuro Watanabe. Asteroidul prezintă o orbită caracterizată de o semiaxă mare de 2,56 ua, o excentricitate de 0,17 și o înclinație de 14,8° în raport cu ecliptica.